# Manuela Bocchini
Manuela Manna Bocchini (Fano, 26 luglio 1980) è un'ex ginnasta italiana.

## Biografia
Nata nel 1980 a Fano, in provincia di Pesaro e Urbino, a 15 anni ha partecipato ai Giochi olimpici di Atlanta 1996, nel concorso a squadre insieme a Marino, Papi, Pinciroli, Rovetta e Tinti, arrivando 7ª nelle qualificazioni con 38.016 punti (19.283 con i 5 cerchi e 18.733 con le 3 palle e 2 funi), non riuscendo ad accedere alla finale a 6.